# جانيت دوسن
جانيت دوسن (بالإنجليزية: Janet Dawson) هي رسامة أسترالية، ولدت في 1935.